# Москаленко, Михаил Иванович
Михаил Иванович Москаленко (род. 9 февраля 1953) — советский футболист, вратарь. Мастер спорта СССР (1978).
Воспитанник ДЮСШ «Динамо» Киев, с 1969 года выступал за дубль, чемпион СССР 1974 года. За основную команду дебютировал в весеннем первенстве 1976 года, серебряный призёр осеннего турнира. 15 сентября 1976 года провёл единственный матч в еврокубках — в первом, домашнем матче 1/16 финала Кубка европейских чемпионов против «Партизана» Белград (3:0). В 1977 году сыграл один матч. 1978 год провёл в «Днепре», провёл один матч против «Динамо» Москва (0:1). 1979 год отыграл в команде первой лиги «Спартак» Ивано-Франковск, которую тренировал бывший основной вратарь киевского «Динамо» Евгений Рудаков. 1980 год начал в команде второй лиги СКА Киев, затем перешёл в команду чемпионата Украинской ССР «Рефрижератор» Фастов. В 1982—1983 годах играл во второй лиге за «Десну» Чернигов.